# Česká Kubice (stacja kolejowa)
Česká Kubice – stacja kolejowa w Česká Kubice, w kraju pilzneńskim, w Czechach. Położona jest na wysokości 520 m n.p.m.
Na stacji nie ma możliwości zakupu biletów, a obsługa pasażerów odbywa się w pociągu. 

## Linie kolejowe
- 180 Plzeň - Domažlice - Furth im Wald